# Dacre Montgomery
Dacre Kayd Montgomery-Harvey (født 22. november 1994) er en australsk skuespiller, kendt for sin skildring af Jason Lee Scott i Power Rangers og Billy Hargrove i Stranger Things. Den 11. juli 2019 udgav han sin egen podcast med titlen "DKMH", der indeholder hans egen poesi.

## Tidlig liv
Montgomery blev født i Perth, Western Australia. Hans mor, Judith Barrett-Lennard, er canadisk og hans far, Scott Montgomery-Harvey er newzealandsk, og forældrene arbejdede inden for film- og tv-branchen i Australien. Han har en yngre søster. Dacre Montgomery begyndte at optræde på skærmen og i teateret i en alder af ni. Montgomery gik på Mount Lawley Senior High School i sin hjemby, og da han var 17-18 år gammel, stemte hans medstuderende i skolens årbog på ham for at være "Den mest sandsynlige studerende til at blive en Hollywood-stjerne". Montgomery fortsatte sine dramastudier gennem gymnasiet. Montgomery afsluttede sin skuespilleruddannelse ved WAAPA ved Edith Cowan University i 2015.

## Karriere
Montgomery første rolle kom, da han optrådte i Betrand the Terrible som Fred, i 2010. I 2011 optrådte han i en tv-pilot, der hed Family Tree . I 2015 optrådte Montgomery i musikvideoen til Old Souls af det australske deathcore- band Make Them Suffer instrueret af Jason Eshraghian. Montgomery medvirkede som Jason, Red Ranger, leder af Power Rangers, i genindspilningen af Power Rangers. Filmen blev frigivet i 2017. Montgomery optrådte også i musikduoen Angus & Julia Steens musikvideo til deres sang " Chateau ". Han optrådte også i efterfølgeren til den australske komedie A Few Best Men, med titlen A Few Less Men.
I 2016 blev Montgomery en del af rollebesætningen for den anden sæson af Netflix- serien Stranger Things som karakteren Billy Hargrove. I 2019 vendte han tilbage for rollen i sæson 3.
Den 6. november 2017 sluttede Montgomery sig til The True History of the Kelly Gang, baseret på en roman af samme navn med Russell Crowe og Nicholas Hoult. Filmoptagelsen begyndte i 2018.
Den 11. juli 2019 udgav han sin egen podcast med titlen "DKMH", der indeholder hans egen poesi. Beskrivelsen af podcasten siger, at han har tilbragte to år på at skrive sin egen poesi og få "vidunderligt talentfulde" musikere til at hjælpe ham med at "bringe det til live".  

## Filmografi

### Film
| År   | Titel                          | rolle                    | Noter          |
| ---- | ------------------------------ | ------------------------ | -------------- |
| 2011 | Betrand den frygtelige         | Fred                     | Kortfilm       |
| 2015 | Godot's Clinic                 | Barnabus Stottle         | Kortfilm       |
| 2017 | Et par færre mænd              | Mike                     |                |
| 2017 | Power Rangers                  | Jason Scott / Red Ranger |                |
| 2017 | Bedre pas på                   | Jeremy                   |                |
| TBA  | True History of the Kelly Gang |                          | Postproduktion |
| 2022 | Elvis                          | Steve Binder             |                |

### Tv
| År        | Titel           | rolle                        | Noter                  |
| --------- | --------------- | ---------------------------- | ---------------------- |
| 2017-2019 | Stranger Things | Billy Hargrove / Mind Flayer | Hovedrolle (sæson 2–3) |

### Musikvideoer
| År   | Titel         | kunstner            | rolle    |
| ---- | ------------- | ------------------- | -------- |
| 2015 | "Gamle sjæle" | Make Them Suffer    | Robert   |
| 2017 | "Chateau"     | Angus & Julia Stone | Lead Man |

## Præmier og nomineringer
| År   | Pris                            | Kategori                                                                                            | Nomineret arbejde | Resultat | Ref. |
| ---- | ------------------------------- | --------------------------------------------------------------------------------------------------- | --- | -------- | ---- |
| 2017 | Teen Choice Awards              | Choice Sci-Fi-filmskuespiller                                                                       | Power Rangers \| style="text-align:center;background: #ffdddd;vertical-align: middle;" class="table-no2"\| Nomineret  | [ 10 ]   |      |
| 2018 | 24th Screen Actors Guild Awards | Outstanding Performance by an Ensemble in a Drama Series                                            | Stranger Things\| style="text-align:center;background: #ffdddd;vertical-align: middle;" class="table-no2"\| Nomineret | [ 11 ]   |      |
| 2018 | MTV Movie & TV Awards           | style="text-align:center;background: #ffdddd;vertical-align: middle;" class="table-no2"\| Nomineret | Stranger Things\| style="text-align:center;background: #ffdddd;vertical-align: middle;" class="table-no2"\| Nomineret | [ 12 ]   |      |